# Grace Alekhine
Grace Norton Eisler Peeke Freeman Bromley Alekhine (née Grace Norton Wishaar) est une joueuse d'échecs et peintre née le 26 octobre 1876 à Beverly, dans le New Jersey, et morte le 21 février 1956 à Neuilly-sur-Seine. Elle est aussi connue pour être la quatrième et dernière épouse d'Alexandre Alekhine, ce dernier étant son cinquième mari. 

## Biographie
Grace Alekhine est reconnue en tant qu'artiste pour deux aspects de son œuvre : à la fois pour ses portraits miniatures et ses décors de scènes de théâtre. Elle a travaillé pour plusieurs théâtres new-yorkais pour la peinture de décors de scènes, et elle est alors la seule femme des États-Unis exerçant ce métier (1907). Elle s'adonne aussi à la peinture miniature, avec par exemple des portraits des filles de Jack London, et trois de ses tableaux sont exposés en 1914 au Salon des Beaux Arts à Paris.   
Elle rencontre Alexandre Alekhine lors d'une partie simultanée de ce dernier à Tokyo en 1933, et ils se marient l'année suivante à Villefranche-sur-Mer.
Durant la Seconde Guerre mondiale, elle reste en France n'ayant pas d'autorisation de quitter le territoire, tandis que son mari se réfugie au Portugal, elle gère les biens du couple - en particulier le château de Saint-Aubin-le-Cauf, qu'elle a acquis dans les années 1930, occupé par un régiment de l'armée allemande -  et participe en 1944 au championnat de Paris, et y devient la championne féminine.  
Elle est enterrée au cimetière Montparnasse à Paris avec Alexandre Alekhine, où son nom est mal orthographié[réf. souhaitée].   